# Élections sénatoriales néerlandaises de 2003
Les élections sénatoriales néerlandaises de 2003 (en néerlandais : Eerste Kamerverkiezingen 2003) se tiennent le 26 mai afin d'élire les 75 sénateurs siégeant à la Première Chambre des États généraux pour un mandat de quatre ans.

## Résultats
| Parti                    | Parti                                                  | Voix | Poids   | %      | +/-  | Sièges | +/-           |
| ------------------------ | ------------------------------------------------------ | ---- | ------- | ------ | ---- | ------ | ------------- |
|                          | Appel chrétien-démocrate (CDA)                         | 221  | 46 848  | 28,98  | 3,25 | 23     | 3             |
|                          | Parti travailliste (PvdA)                              | 198  | 40 613  | 25,12  | 5,46 | 19     | 4             |
|                          | Parti populaire pour la liberté et la démocratie (VVD) | 138  | 31 026  | 19,19  | 6,08 | 15     | 4             |
|                          | Gauche verte (GL)                                      | 51   | 10 866  | 6,72   | 3,6  | 5      | 3             |
|                          | Parti socialiste (SP)                                  | 37   | 8 551   | 5,29   | 2,24 | 4      | 2             |
|                          | Démocrates 66 (D66)                                    | 31   | 7 087   | 4,38   | 1,04 | 3      | 1             |
|                          | Union chrétienne (CU)                                  | 29   | 4 960   | 3,07   | 1,57 | 2      | 2             |
|                          | Parti politique réformé (SGP)                          | 22   | 4 695   | 2,90   | 0,18 | 2      | en stagnation |
|                          | Liste Pim Fortuyn (LPF)                                | 17   | 4 124   | 2,55   | Nv.  | 1      | 1             |
|                          | Groupe indépendant du Sénat (OSF)                      | 19   | 2 874   | 1,78   | 0,68 | 1      | en stagnation |
|                          |                                                        |      |         |        |      |        |               |
| Suffrages exprimés       | Suffrages exprimés                                     | 763  | 161 642 | 100,00 |      |        |               |
| Votes blancs et nuls     | Votes blancs et nuls                                   | 0    | 0       | 0,00   |      |        |               |
| Total                    | Total                                                  | 763  | 161 642 | 100    | -    | 75     | en stagnation |
| Abstentions              | Abstentions                                            | 1    | 175     | 0,11   |      |        |               |
| Inscrits / Participation | Inscrits / Participation                               | 764  | 161 817 | 99,89  |      |        |               |